# ジェンマ・ガルガーニ
ジェンマ・ウンベルタ・マリア・ガルガーニ（イタリア語: Gemma Umberta Maria Galgani, 1878年3月12日 - 1903年4月11日）は、当時のイタリア王国の女性で神秘家であり、カトリック教会の聖人。イエス・キリストの受難を体験したとされ、このことから「受難の娘」と呼ばれる。祝日（記念日）は4月11日。
敬虔なキリスト教徒として育ったジェンマは御受難会の修道女になることを願ったが健康上の理由などで実現しなかった。1862年に脊髄膜炎にかかり、聖人として評判が高まった御受難会の修道士、悲しみの聖母の聖ガブリエル・ポッセンティなどの取次ぎを願い、奇跡的に回復した。以後、ジェンマは両手と両足に聖痕が現れるといった神秘体験を経験し、その行動は彼女の聴罪司祭らによって慎重に調査された。しかし彼女は興奮することなくそれに耐えた。1903年4月11日に死去。カトリック教会はその聖徳性を認め、1933年にローマ教皇ピウス11世によって列福され、1940年に同じくローマ教皇のピウス12世により列聖された。

## 幼少期
1878年3月12日、当時のイタリア王国・カパンノリ地方にあるカリミアーノの村落に生まれる。父親のエンリーコ・ガルガーニ (Enrico Galgani) は裕福な薬剤師で、ジェンマはその8子の5人目として出生した。
ジェンマが生まれてすぐ、父親のエンリーコは子供たちの教育環境を向上させるため、北のトスカーナ州ルッカに移り住んだ。2歳半の頃に母親のアウレリア・ガルガーニ (Aurelia Galgani) が結核を患ったため、ジェンマはエレーナ・ベリーニとエルシリア・ベリーニが経営する私立保育園に預けられる。ジェンマは当時からとても高い知能を持った子供だと見なされていた。
ジェンマは幼少期のうちに兄弟の長子カルロや妹のジュリアを亡くし、さらに5歳になった1885年9月17日には母親のアウレリアも結核で喪った。またジェンマが慕っていた兄のジノも、司祭になることを目指して勉学に励んでいたさなか、母親と同じ結核で死別している。

## 教育
ジェンマは聖ジタ修道女会が経営する半寄宿型のカトリック学校に入学した。ジェンマはフランス語や算数、音楽に長けていた。ジェンマは9歳で初めての聖体拝領を済ませている。ジェンマは修道会である御受難会の修道女になることを希望したが、身体が病弱であったこと、及びジェンマが幻視（ヴィジョン）を視るようになったことが影響し、この修道会から受け入れを断られている。20歳になったジェンマは脊髄膜炎を患ったが、奇跡的に回復した。この脊髄膜炎から驚異的に治癒したことは、ジェンマが悲しみの聖母の聖ガブリエル（ガブリエル・ポセンティ）と聖マルグリット・マリー・アラコクに、イエス・キリストの聖心への「執り成しの祈り」をしたためとされている。
ジェンマは18歳を過ぎた直後に父親を亡くした。この時すでに母親は亡くなっていたため、自分の弟や妹に責任をもって躾をする立場となった。自分が一家の責任者となったことから、おばのカロリーナ (Carolina) と共に家族を養うこととなった。この時期にジェンマは、2人の男性から求婚されていた。しかしジェンマは2つの縁談を断り、ジャンニーニ (Ginannini) 家の家政婦になった。

## 神秘主義
ジェンマの霊的指導者で彼女の伝記を書いた尊者ゲルマーノ・ルオッポロ(Ven.Germanus Ruoppolo CP)によると、1899年6月8日、ジェンマが21歳の時、彼女の体に聖痕が現れはじめた。なお、ジェンマは自分の守護天使、イエス・キリスト、聖母マリア、そして諸聖人たち、その中でも、聖母の悲しみの聖ガブリエルとよく話をするのだとはっきり述べている。ジェンマが公にした信仰体験の証言集によると、彼女は、よく話をするそれらの存在から、現在や未来の出来事について、特別なメッセージを時々受けたとされる。ジェンマの健康状態が悪化するにつれ、ルオッポロ師はジェンマに対し、自分の聖痕が消えますようにと祈るよう指導した。ジェンマがこれに従うと、聖痕は消えていった。ジェンマは、悪魔の攻撃に抵抗することがしばしばあった、と語っている。
ジェンマはしばしば恍惚状態（エクスタシー）にあるのを目撃されていた。また空中浮遊していたこともあると言われており、ジェンマ自身も少なくとも一度は自分がキリストの十字架像を抱きしめるようにしながら床から浮き上がったのを感じたことがあるという。普段十字架像は家のダイニングルームに飾られており、家族はその像のキリストが傷を受けたとされる箇所に、口づけをして崇拝していた。

## 聖痕
1899年6月8日、聖心の祝日に聖痕を受けたとされ、ジェンマはこのことを次のように書き記している。
私は自分の罪に内なる悲しみを抱いた。それはあまりに強烈で、それと似たようなものは二度と感じたことはなかった……私は自分の意思で、自分の罪をすべて忌み嫌うようにし、その罪の報いとして、全てのものに喜んで苦しむと約束した。すると、悲しみ・愛・恐れ・希望と癒しという思考たちが雲のように私を厚く取り囲んだ。
その後にジェンマは聖母マリアに伴われて、有頂天になり、聖痕を受けた後に自分の守護天使を見た。
聖母マリアがマントを広げ、私を包み込んだ。その瞬間、イエス・キリストが現れた。彼は十字架に掛けられた時の傷口が全て開いていたが、その傷口から血は滲み出ていなかった。だが一瞬のうちに炎が現れて、私の両手の掌、両足、心臓の部分に触れた。私は死んで、きっとそこから落ちてしまったのだろうと感じたが、聖母マリアが私を支え、そして聖母のマントで私を包みこんでいてくれた。私はこのようにして、数時間そのままでいた。すると聖母が私の額に口づけをし、このヴィジョン（幻視）は消えて、私は自分が跪いているのに気が付いた。しかし私は自分の両方の手の掌と足、心臓のところに鋭い痛みを未だに感じていた。ベッドに入ろうと立ち上がると、痛みの残る場所から血がにじみ出ているのが見えた。ベッドから出ようとすると自分が痛みを感じた箇所から血が出てているのを見た。私はできる限り急いでその傷を隠すと、守護天使の助けを受けながらベッドに入った。

## ジェンマへの評価

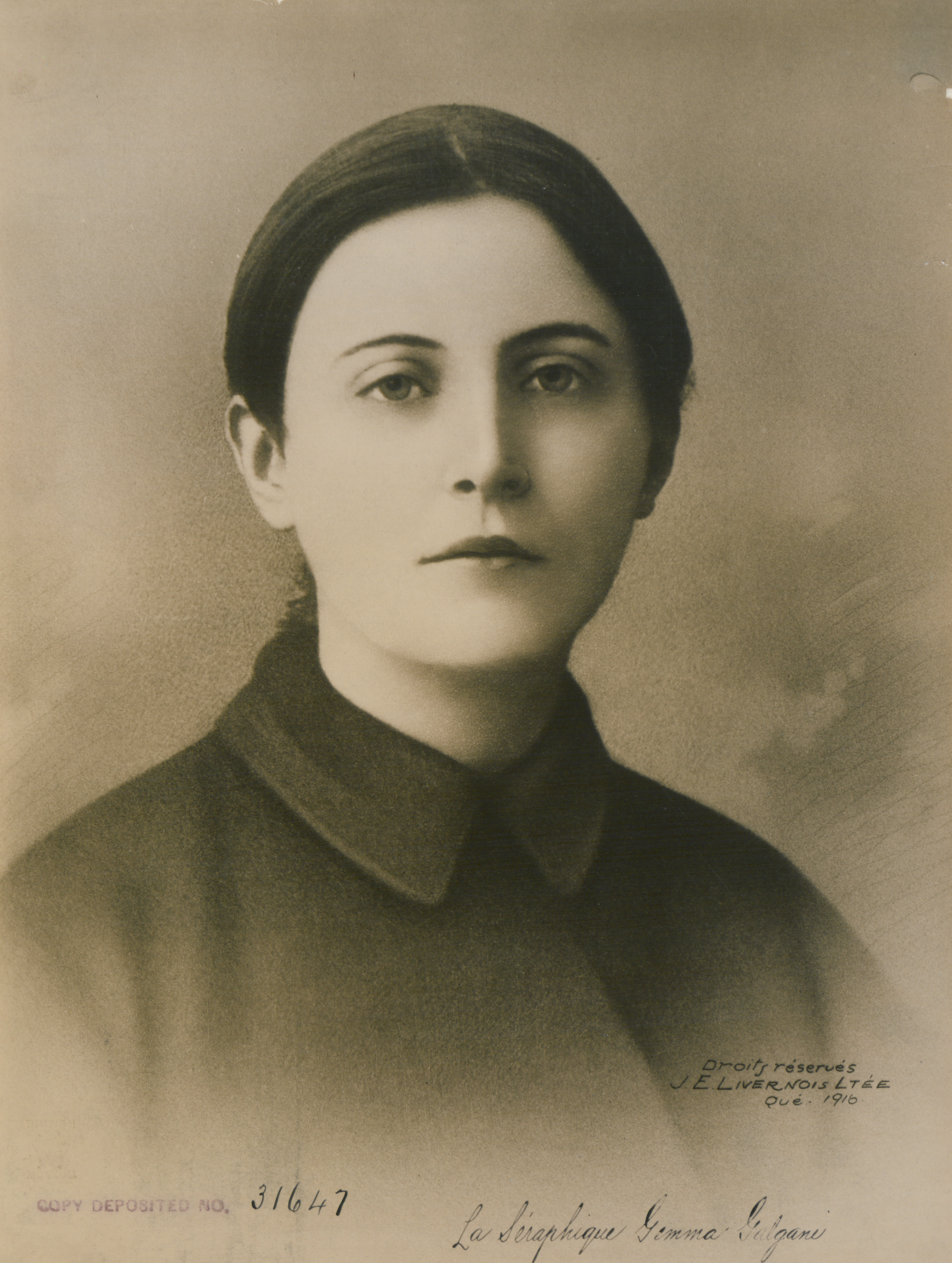
1916年に発行されたジェンマの写真

### 家族と一般大衆
ジェンマは生前からルッカの周辺で、特に貧しい人々の間でよく知られた存在だった。ジェンマに対する評価は分かれており、彼女の卓越した美徳を称賛したり、崇敬や称賛とは切り離して「ルッカの乙女」と呼ぶ人々がいた一方、否定的な立場を表す人々もあり、妹のアンジェリーナはジェンマが霊的な経験をしている間に彼女をからかった。また妹のアンジェリーナも、ジェンマの名声を利用して利益を得ようとしているとの告発があり、ジェンマが列聖される過程において証言することは「不適切」だと見なされた。ジェンマの人生で起こった驚異的な出来事を考えてみると、ジェンマは精神的に病んでいたと考える懐疑論者もいた。

### カトリック教会
ジェンマは一般大衆からのみならず、カトリック教会の一部の聖職者からも度々軽蔑的な扱いを受けており、ジェンマの聴罪を担当していた司祭ですらジェンマが受けたという奇跡については懐疑的だった。ジェンマを霊的に導いていた尊者のゲルマーノ・ルオッポロ師は、当初こそジェンマの身に起こった出来事について自身の立場を留保していたものの、彼女に起こっている自然現象を慎重かつ徹底的に調査していくうちに、ジェンマの神秘的な人生が偽りのないものであることを確信するようになった。ジェンマの死後、ルオッポ師は彼女の詳細な伝記を書き、ジェンマの日記、自伝、手紙など彼女が書き遺したものすべてを責任を持って取り集めた

## 死去
1903年の初頭に肺結核と診断されて以降、なかなか回復せず、また頻繁に痛みを伴う病に苦しめられることとなる。しかしその間も神秘体験を経験していたとされ、ジェンマの看護にあたっていた看護修道女によれば「たくさんの病人の手当てをしてきたが、こんな経験は初めて」だったという。
1903年の聖週間が始まると容体が急激に悪化、聖金曜日まで猛烈に苦しんだのち、1903年4月11日の聖土曜日、かつてジェンマが家政婦をしていたジアニーニ家の斜め向かいにある小さな部屋で死去した。カトリック教会によるジェンマの生涯の調査を経て、ジェンマは1933年5月14日に列福され、さらに1940年5月2日に列聖された。ジェンマの遺体はイタリアの御受難会修道院に安置されている。列聖までの期間の短さはカトリック教会においても異例であった。
聖ジェンマ・ガルニーニは御受難会修道者で最もよく知られる聖人の一人として、主にイタリアやラテンアメリカ諸国で崇敬されている。ジェンマは学生時代学級でトップの成績だったと言われており、学生や薬剤師の守護聖人とされている。

## ギャラリー

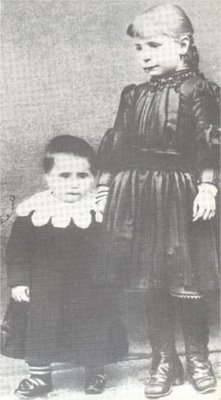
ジェンマが7歳の時の写真
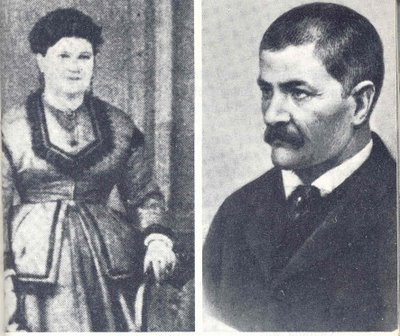
ジェンマの両親
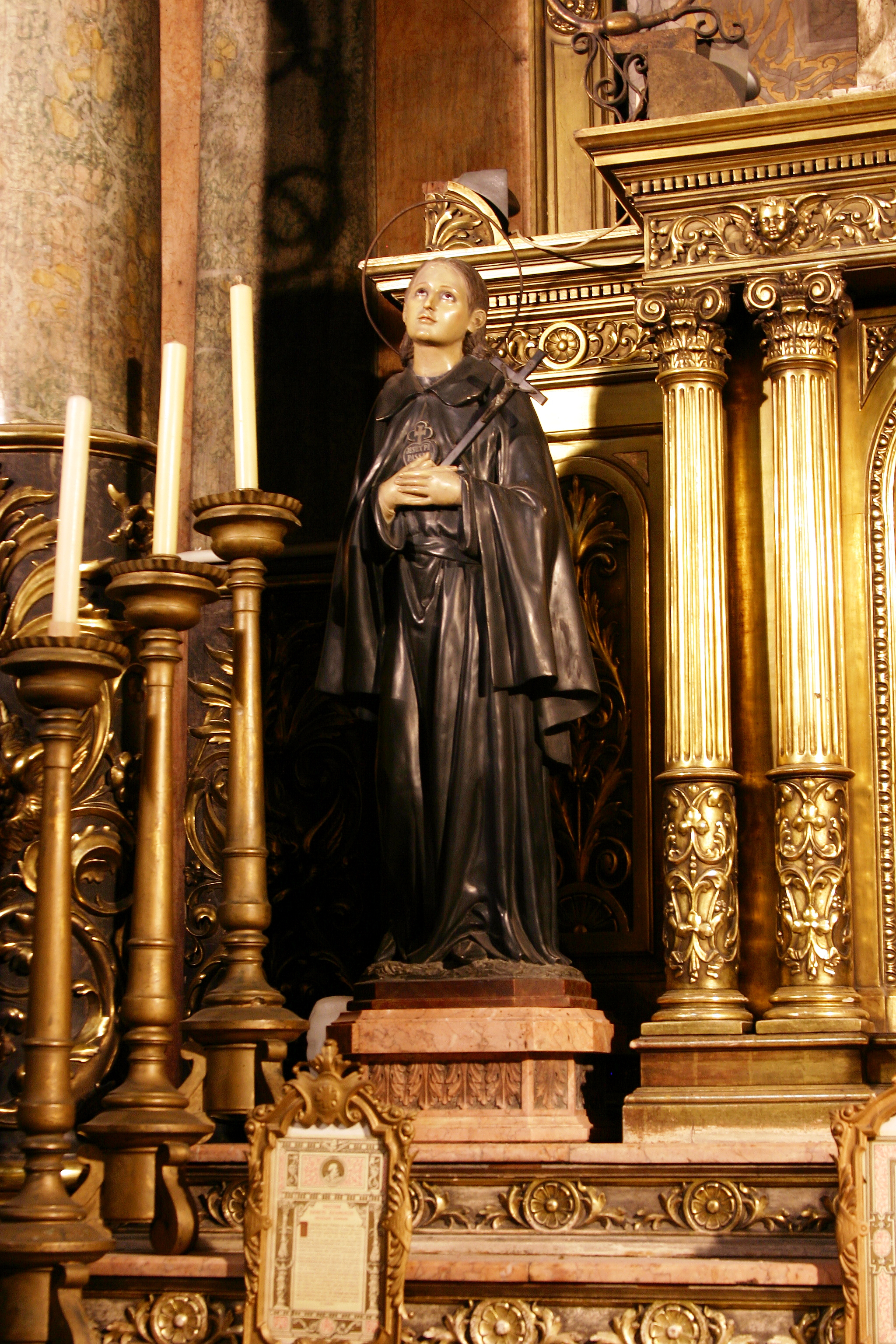
スペイン・バルセロナにある聖マリア大聖堂のジェンマ像
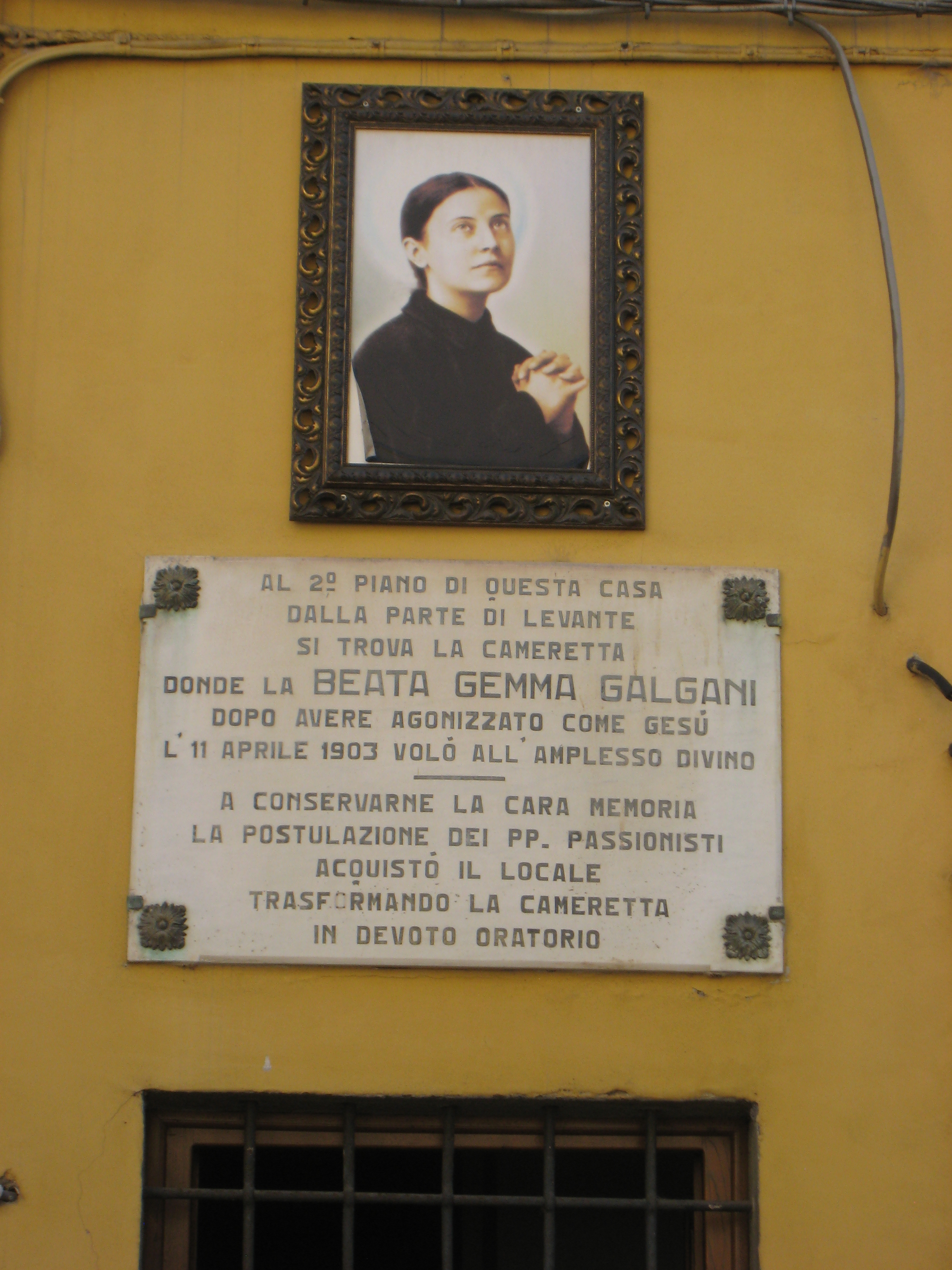
ジェンマが亡くなった部屋の前にある標識